# Breguet Deux-Ponts
O Breguet 761/763/765 (respectivamente Deux-Ponts / Provence / Sahara) é um modelo de avião double deck de uso civil e militar produzido pela Breguet.

## Variantes

### Civis
- Br.761 Deux-Ponts
- Br.763 Provence/Universale

### Militar
- Br.765 Sahara

|  |

## Especificações (Br.763)
Dados de: Jane's All The World's Aircraft 1953–54.
Descrições gerais
- Tripulação: 3
- Capacidade: 107 passageiros
- Comprimento: 28,94 m (95 ft)
- Envergadura: 42,96 m (140 ft)
- Altura: 9,56 m (31 ft)
- Área alar: 185,4 m² (2 000 ft²)
- Peso vazio: 32 535 kg (71 700 lb)
- Peso de decolagem: 50 000 kg (110 000 lb)

Motorização
- Número de motores: 4x
- Tipo do motor: Motor a pistão radial
- Fabricante/modelo: Pratt & Whitney R-2800-CA18
- Potência por motor: 2 400 hp (1 790 kW)

Performance
- Velocidade máxima: 390 km/h (242 mph)
- Velocidade total em Nó: 209,5 kn (388 km/h)
- Alcance: 2 290 km (1 420 mi)
- Razão de subida: 5,8 m/s